# Doom-Metal.com
Doom-Metal.com ist eine britische auf das gesamte Spektrum des Doom Metal spezialisierte Website mit Datenbank, Webzine und Forum.

## Geschichte
Die Site existiert in unterschiedlichen Varianten seit den 2000er Jahren. Die erste Variante des Webzines entstand in dem Zusammenschluss des von Kurt de Meulemeester geführten Doom-metal Netguide und der von Aldo Quispel unterhaltenen #Doom-metal homepage. Aus der gemeinsamen Initiative bei der Unterstützung weiterer Mitarbeiter wurde die von Quispel bis zum Jahr 2007 geführte erste Inkarnation des Webzines online gestellt. Das Webzine durchlief unter Quispel längere Phasen der Inaktivität. Nachdem Quispel 2007 seine Funktion als Chefredakteur, Manager und Webmaster abtrat übernahm erst Arnstein Pettersen diese Funktion, die später auf Giovanni Guarnieri, Bertrand Marchal und Georgia Weidenhof verteilt wurde. Die Website erfuhr durch Stijn van Cauter eine Aktualisierung und Neugestaltung. Im Jahr 2013 stießen Dominik Sonders und Mike Liassides dem Redaktionsteam bei. Im April 2014 trat Marchal von seiner Funktion als Webmaster zurück und übergab diese an Liassides.

## Mitarbeiter
Die Site führte im Januar 2022 circa 35 Mitarbeiter aus Großbritannien, den Vereinigten Staaten, Belgien, Italien, Norwegen, Israel, Kanada, Malaysia, Deutschland, Neuseeland und Frankreich. Über die Jahre der Aktivität des Webzines brachten sich derweil diverse in der Doom-Szene aktive Personen als Rezensenten und Interviewer für Doom-Metal.com ein. Neben dem bereits als Designer erwähnten Stijn van Cauter von Until Death Overtakes Me und The NULLL Collective auch Riccardo Veronese von Aphonic Threnody, Arrant Saudade und Towards Atlantis Lights, Kris Clayton von Camel of Doom und Esoteric und Kostas Panagiotou von Crippled Black Phoenix, Pantheist und Wijlen Wij sowie der Verfasser des Doom Metal Lexicanum Aleksey Evdokimov.

## Inhalt
Doom-Metal.com stellt eine redaktionell geführte Datenbank mit 2643 vorgestellten Interpreten aus dem Spektrum des Doom Metal bereit. Zu Veröffentlichungen aller enthaltenen Interpreten hält das Webzine Rezensionen und Interviews vor. Neben der Datenbank und dem Webzine wird über Doom-Metal.com ein Forum mit 4660 Mitgliedern (Stand Januar 2022) unterhalten. Durch das breite auf das spezifische Genre ausgerichtete Angebot und den regen Austausch gilt Doom-Metal.com als eine der größten und führenden Sites im Genre, und als wichtiger Katalysator der Netzwerk-Tätigkeit der zugehörigen Doom-Szene. Insbesondere für den Funeral Doom wurde der Site hohe Relevanz zugesprochen.
Die über Werbe-Banner finanzierte Site bietet erweiternd Merchandise-Artikel wie ein T-Shirt und Aufkleber zum Verkauf an und verlegte im Jahr 2017 die My Dying Bride gewidmete Tribut-Kompilation A Lake of Ghosts (… The Long Shadow of My Dying Bride), die von Greg Chandler gemastert wurde.